# Patricie Fuxová
Patricie Fuxová (Praag, 9 oktober 1991) is een Tsjechische singer-songwriter.
Zij studeerde van september 2010 tot medio februari 2015 geesteswetenschappen aan de Karelsuniversiteit in Praag wat ze combineerde met een zangcarrière. Ze studeerde daarna een jaar aan het Berklee College of Music conservatorium in Valencia en constateerde daar dat ze niet alleen talent had voor zingen maar ook voor het schrijven van muziekteksten.

## Mám boky jako skříň
In 2015 werd zij op een feestje door de zangeres Ewa Farna benaderd om de tekst te schrijven voor Mám boky jako skříň, een nummer met videoclip waarin Ewa spot met haar brede heupen. Fuxová schreef de tekst met veel succes want het nummer werd in Tsjechië zeer populair met inmiddels (medio maart 2018) meer dan 22 miljoen hits op Ewa's officiële Youtube-kanaal, een record voor Tsjechische muziekclips. Fuxová figureert in de videoclip met het zingen van een couplet.

## Vesna
Fuxová richtte na terugkeer van het conservatorium in Valencia Vesna op, een muziekproject dat zich richt op het vervaardigen van muziek over de Slavische cultuur. In 2023 mocht Vesna Tsjechië vertegenwoordigen op het Eurovisiesongfestival.

## Discografie

### Studioalbums
- 2011 – Obamamania
- 2013 – Iris

### Singles
- 2011 - Obama
- 2013 - Anděl
- 2015 - Mám boky jako skříň (als songwriter)
- 2017 - Morana (1e nummer van Vesna)